# Nowopawłowka (Kraj Krasnodarski)
Nowopawłowka (ros. Новопавловка) – wieś w Rosji, w Kraju Krasnodarskim, w rejonie biełoglińskim. W 2010 liczyła 2514 mieszkańców.